# Nationale Veiligheidsraad (België)
De Nationale Veiligheidsraad is een Belgisch overheidsorgaan dat de Belgische reactie op terreurdreigingen coördineert. Het vervangt het vroegere Ministerieel Comité voor Inlichting en Veiligheid. 
Naast politici zitten er vertegenwoordigers van tal van veiligheids- en onderzoeksdiensten in. Dit orgaan mag niet verward worden met het Orgaan voor de Coördinatie en de Analyse van de Dreiging, dat het dreigingsniveau bepaalt, terwijl de Nationale Veiligheidsraad zich bezighoudt met hoe verschillende instanties hierop concreet moeten reageren en welke aanbevelingen naar de bevolking gestuurd moeten worden. 
Om de uitvoering van de beslissingen van de Nationale Veiligheidsraad te verzekeren werden op 5 juni 2015 twee ondersteunende organen opgericht: een Strategisch Comité voor Inlichting en Veiligheid en een Coördinatiecomité voor de Inlichting en Veiligheid. Dat laatste bestaat uit alle leidinggevenden van de diensten en overheden die betrokken zijn bij het inlichtingen- en veiligheidsbeleid.

## Samenstelling
De Nationale Veiligheidsraad bestaat uit de premier (voorzitter), de vicepremiers, en de ministers bevoegd voor Justitie, Landsverdediging, Binnen- en Buitenlandse Zaken. Daarnaast kunnen worden uitgenodigd: 
- de administrateur-generaal van de Veiligheid van de Staat (VSSE);
- het hoofd van de Algemene Dienst Inlichting en Veiligheid (ADIV)
- de commissaris-generaal van de Federale Politie;
- de directeur van het OCAD;
- de voorzitter van het directiecomité van de FOD Binnenlandse Zaken;
- de directeur-generaal van het Crisiscentrum;
- de federale procureur, en een vertegenwoordiger van het College van procureurs-generaal;
- de voorzitter van het directiecomité van de FOD Buitenlandse Zaken.[2]

### Terreuraanslagen november 2015
Na de aanslagen in Parijs van november 2015 kwam de Nationale Veiligheidsraad in de volgende samenstelling bijeen:
- Voorzitter: eerste minister, aangevuld met de ministers van Justitie, Defensie, Binnenlandse en Buitenlandse zaken. Voorts hebben ook de andere vicepremiers een zitje.
- De directeur-generaal van het crisiscentrum van Binnenlandse Zaken
- Jaak Raes als administrateur-generaal van de Staatsveiligheid
- Marc De Messemaeker als commissaris-generaal van de federale politie
- Eddy Testelmans, nadien opgevolgd door Claude Van de Voorde, als hoofd van de Algemene Dienst Inlichting en Veiligheid
- Federaal procureur Frédéric Van Leeuw
- André Vandoren als directeur van het Orgaan voor de Coördinatie en de Analyse van de Dreiging. Hij werd op 1 januari 2016 opgevolgd door Paul Van Tigchelt.

De Nationale Veiligheidsraad kwam geregeld samen in de dagen na de aanslagen in Parijs van november 2015. Zo werd, op basis van het dreigingsniveau 4 voor het Brussels gewest, op 21 november besloten tal van activiteiten af te gelasten en bovendien tal van gebouwen te sluiten en het volledige metroverkeer in Brussel stil te leggen.

### Coronacrisis 2020
Tijdens de coronacrisis in België begin 2020 kwam de Veiligheidsraad meermaals samen om de te nemen maatregelen te beslissen.